# Бондаренко, Владимир Петрович (футболист)
Влади́мир Петро́вич Бондаре́нко (укр. Володимир Петрович Бондаренко; род. 6 июля 1981, Киев) — украинский футболист, полузащитник. Главный тренер клуба «Колос-2».

## Биография
Воспитанник СДЮШОР «Динамо» Киев. Первый тренер — А. В. Леонидов. Выступал за команды: «ЦСКА-2» (Киев), «Система-Борэкс» (Бородянка), «ЦСКА» (Киев), «Арсенал» (Киев), «Лисма-Мордовия» (Саранск), «Сокол» (Саратов), «Оболонь» (Киев), «Содовик» (Стерлитамак), «Балтика» (Калининград). Выступал за «Динамо» из Санкт-Петербурга и московского «Торпедо», который покинул в июле 2012 года в связи с обвинением в договорных матчах, предъявленных ему клубом.
Летом 2012 года перешёл в «Александрию». В команде взял 81 номер. В сезоне 2012/13 он вместе с командой стал бронзовым призёром Первой лиги Украины, клуб уступил лишь алчевской «Стали» и «Севастополю». Бондаренко сыграл в 26 матчах.

## Студенческая сборная Украины
В составе студенческой сборной Украины принимал участие в XXII летней универсиаде, которая проходила в 2003 году в Тэгу (Южная Корея). Украинская футбольная команда заняла итоговое 11 место.

## Достижения
- Бронзовый призёр Первой лиги Украины: 2012/13